# Dysschema melini
Dysschema melini là một loài bướm đêm thuộc phân họ Arctiinae, họ Erebidae.